# غزنرة صفصافية الأوراق
غزنرة صفصافية الأوراق (الاسم العلمي:Gesneria salicifolia) هي نوع من النباتات تتبع جنس الغزنرة من الفصيلة الغزنرية.